# Эхо (грот)
Грот «Э́хо» с подземным ходом — комплекс сооружений на территории музея-заповедника «Гатчина», грот на берегу Серебряного озера в Дворцовом парке и подземный ход, который соединяет грот с подвалами Большого Гатчинского дворца. Подземная галерея является единственным подобным объектом среди всех дворцово-парковых ансамблей пригородов Санкт-Петербурга. Весь комплекс создан в 1770-х годах архитектором А. Ринальди одновременно со строительством дворца для тогдашнего хозяина Гатчины князя Г. Г. Орлова.
Архитектурный каприз, задуманный с увеселительными целями, был выстроен согласно представлениям классицизма и получил своё название благодаря акустическим особенностям сооружения: для подземного тоннеля характерен ярко выраженный эффект эха. Подземный ход, к которому через подвалы имелся доступ из парадных залов и личных покоев центрального корпуса дворца, с XIX века также связывался с именем ещё одного владельца Гатчины, императора Павла I, якобы предусматривавшего возможность бегства по нему из дворца в случае возникновения угрозы его жизни.

## История
В 1770-х годах, одновременно со строительством Большого Гатчинского дворца, был устроен подземный ход из его подвалов к западному берегу Серебряного озера, завершавшийся гротом. Гатчина в тот период принадлежала светлейшему князю Г. Г. Орлову, автором проекта дворца и создателем подземного хода с гротом стал итальянский архитектор Антонио Ринальди.
Такое сооружение как грот было миниатюрной «архитектурной затеей», типичной для романтического пейзажного парка. При этом идея и облик подземного хода и грота, как и облик самого дворца, в какой-то степени могли быть связаны с увлечением английской архитектурой, которое во времена строительства дворца в Гатчине было всеобщим, как пишет исследовательница Д. А. Кючарианц. Если для регулярных парков и эпохи барокко была характерна трактовка грота в качестве монументальной постройки (Д. А. Кючарианц и А. Г. Раскин приводят в роли примеров гроты Константиновского дворца и Большого каскада в Петергофе) или паркового павильона, украшенного колоннами, скульптурой, морскими раковинами (такие памятники XVIII века как «Грот» Летнего сада, одноимённый павильон в Екатерининском парке Царского Села или аналогичное сооружение в усадьбе Кусково в Москве), то гроты эпохи классицизма были расположены в укромных местах пейзажных парков и отличались подчёркнутой естественностью своего внешнего вида.
Весь комплекс подземного хода с гротом в Гатчине был создан с увеселительными целями. В нём обыгрывается эффект эха: звуки шагов и произнесённые слова многократно повторяются в тоннеле, в связи с чем грот — выход из него — получил соответствующее название. Встречается мнение, что сооружение могло, таким образом, рассматриваться как иллюстрация мифа о нимфе Эхо. Акустические эффекты в принципе использовались при дворцовом строительстве, в садово-парковом искусстве, при создании парковых построек.
Однако, по мнению Д. А. Кючарианц и А. Г. Раскина, возможно, что при создании подземного хода всё же принимались во внимание соображения его практической полезности для владельца дворца на случай возникновения угрозы его жизни. Определённое значение здесь могла сыграть судьба императора Петра III, смерть которого, по одной из версий, была насильственной, и к ней был причастен брат Григория Орлова Алексей.
В одной из комнат второго этажа Большого Гатчинского дворца были сделаны две потайные двери на узкую тёмную винтовую лестницу (одна дверь вела сразу на лестницу, другая — в тёмную проходную комнату, откуда также имелся выход на лестницу). При Г. Г. Орлове именно тут находилась, по предположению В. К. Макарова, спальня князя. Впоследствии в этом помещении была устроена Парадная опочивальня, и двери оказались в её алькове. Лестница могла использоваться прислугой. Она вела на первый этаж, туда, где позднее располагались личные комнаты Павла I (пройти на лестницу можно из Туалетной императора), и затем в дворцовые подвалы, где и была дверь в подземный ход.
Для самого великого князя Павла Петровича, ставшего владельцем Гатчины после смерти Орлова, «подземный ход весьма характерен», по словам В. К. Макарова, «с его любовью ко всему таинственному и вместе страхом перед тайным врагом, готовящим ему участь Петра III». Уже в XIX веке появление неких подземелий во дворце стали относить именно к павловскому времени. Фрейлина А. Ф. Тютчева в 1854 году писала в своём дневнике о гроте «Эхо»: «Говорят, что здесь находится выход из тех подземных ходов, которые император Павел велел провести от своей комнаты, чтобы иметь возможность бежать от убийц».
Павел мог использовать тоннель к Серебряному озеру, чтобы неожиданно исчезать из дворца и вновь появляться в нём (как утверждает гатчинский краевед и директор музея-усадьбы «Суйда» А. В. Бурлаков). На берегу озера у грота была устроена деревянная пристань, где была пришвартована лодка и ждал слуга. В 1797 году Гатчинский дворец — и в том числе, вероятно, подземный ход — осматривал бывший польский король Станислав Август Понятовский, которого по просьбе Павла сопровождал С. И. Мешков-Плещеев.
После смерти Павла I подземный ход, по некоторым предположениям, длительное время был закрыт. В 1848 году у грота «Эхо» на месте ветхой деревянной пристани по проекту архитектора Э. Тимма была сооружена круглая каменная пристань. В 1884 году был произведён ремонт площадки у грота. В период проживания в Гатчине семьи Александра III подземный ход использовался для увеселительных прогулок царской семьи с детьми от «Эхо» до дворца.
Существует мнение, что 1 (14) ноября 1917 года именно с помощью подземного хода, ведущего к гроту «Эхо», из Гатчинского дворца бежал министр-председатель свергнутого Временного правительства А. Ф. Керенский, которому после провала наступления частей 3-го кавалерийского корпуса на революционный Петроград угрожала опасность пленения представителями советских войск во главе с П. Е. Дыбенко, прибывшими в Гатчину для переговоров с казаками 3-го корпуса. О том, что факт наличия подземного хода был ему известен, Керенский писал в своей статье 1920 года под названием «Гатчина», опубликованной во французском журнале «La Revue hebdomadaire»:
«Уйти из дворца невозможно — построенное Павлом I в виде замкнутого прямоугольника, здание имело только один выход, уже занятый смешанным караулом из казаков и матросов. Пока мы рассуждали, как выйти из этого тупика, как выскочить из этой ловушки, явился один из высших служащих дворца с предложением помощи. По своим служебным обязанностям он знает тайный никому не известный подземный ход, который выходит в парк за стенами этого дворца-крепости. Но чтобы пройти к этому тайнику, нужно ждать сумерек. Что же!? Если до этого времени ничего не случится, мы уйдём из западни этим таинственным путём»:223.
Согласно мемуарам Керенского, вышедшим гораздо позднее, он покинул дворец днём 1 ноября, переодевшись матросом и пройдя сквозь толпу вооружённых людей, митинговавших перед зданием. В статье 1920 года он, однако, упомянул и подземный ход, утверждая, что «его спутники», оставшиеся в бывшей царской резиденции, все спаслись: «Одни просто в суматохе, другие потайным ходом, — все ушли благополучно из слишком гостеприимного дворца…»:225.
После открытия в Гатчине музея в 1918 году тоннель и грот, по некоторым сведениям, были доступны для посещения. В годы Великой Отечественной войны сооружение практически не пострадало. В послевоенный период грот стал недоступен для обозрения, а пространство подземного хода использовалось как склад городского треста «Водоканал» города Гатчины. В 1993 году усилиями ТОО «Дворец» подземный ход был расчищен, туда стали пускать посетителей музея. Однако сквозной проход к берегу озера и осмотр грота по-прежнему невозможны — вход в тоннель со стороны грота «Эхо» закрыт арочной железной дверью (ранее он запирался железной решёткой), так как Серебряное озеро всё ещё используется как источник водоснабжения местным МУП «Водоканал», и вокруг озера установлена санитарная зона, закрытая для посетителей парка.

## Описание
Грот «Эхо» находится на склоне холма у берега Серебряного озера в Дворцовом парке Гатчины. Рядом на берегу сохранились остатки полукруглой каменной пристани. Грот решён в виде своего рода пещеры, обрамлённой густой нависающей растительностью. В его глубине, ниже уровня береговой площадки, расположен арочный вход в подземелье. Общая длина фасада сооружения — 19 м.
Фасад грота сложен из крупных, грубо обработанных глыб пористого туфа разных размеров и форм, местами со сколами. Они подобраны друг к другу по очертаниям и закреплены скрытыми в кладке железными связями. Благодаря художественно продуманному подбору блоков вся постройка воспринимается как грот естественного происхождения. Особенности поверхности камней в сочетании с глубокими швами между ними дают игру света и тени. Создаётся нарочито мрачный и таинственный облик сооружения.
Подземный ход между гротом и подвалами дворца — единственный в своём роде объект среди всех дворцово-парковых ансамблей пригородов Санкт-Петербурга. Длина подземного хода, по одним данным, 120 м, по другим — 130 или 135 м, ширина прохода — 3,6 м. Это наклонная сводчатая галерея, облицованная камнем, что проходит на небольшой глубине под лугом, которым занято пространство между дворцом и озером. Тоннель освещается дневным светом с помощью четырёх круглых световых шахт, а также фонарями на стенах. Пол вымощен полуметровыми известняковыми плитами, пологий арочный свод и стены сложены из пудостского камня. В целом галерея выстроена в соответствии с канонами классицизма, поскольку горизонтальные ряды блоков стен завершаются тягой, которая одновременно служит импостом свода.
Относительно акустических особенностей сооружения русский учёный Н. Я. Озерецковский, посетивший Гатчину в 1814 году, писал:
«Сказывают, что сей подземный ход сделан ещё князем Орловым, может быть для того только, чтоб в нём слышать отголоски (эхо), которые повторяются там до четырёх слогов, когда от железной решётки, перед озером стоящей, человеческий голос раздаваться будет в подземелье, и стоящие ко дворцу железные ворота будут затворены, ибо как скоро их отворят, то эхо больше не отвечает».
Когда посетитель заходит в подземный ход со стороны подвала дворца, то наиболее впечатляющий эффект эха достигается, если производить изначальный звук, стоя у второй пары фонарей от входа. Утверждается, что эхо может повторяться до 30 раз. Есть мнение, что ещё с павловского времени существуют особые вопросительные фразы, на которые эхо гатчинского подземелья «отвечает», как кажется слушателю, осмысленным образом. Краевед А. В. Бурлаков приводит некоторые из них, распространённые в наше время: «Какой цветок не боится мороза!?» (эхо должно ответить: «Роза!»); «Как называлась первая дева!? — Ева!»; «Кто украл хомуты!? — Ты!»; «Кто нами правил!? — Павел!».
- Подземный ход
- Подземный ход
- Световой колодец в своде тоннеля